# Филип I фон Фалкенщайн
Филип I фон Фалкенщайн (на немски: Philipp I von Falkenstein; * ок. 1200; † сл. 4 октомври 1271) е благородник от фамилията Фалкенщайн е господар на Боланден и замък Фалкенщайн в Пфалц.
Той е син на Вернер III фон Боланден († 1221) и съпругата му Агнес фон Изенбург-Браунсберг, дъщеря на Бруно фон Изенбург-Браунсберг и графиня Теодора фон Вид.
Около 1220 г. Филип се нарича Филип I фон Фалкенщайн. Дотогава той се нарича Филип IV, граф фон Боланден-Фалкенщайн.
След смъртта му през 1271 г. територията се разделя на две линии.

## Фамилия
Филип I се жени пр. 1237 г. за Изенгард фон Мюнценберг (* ок. 1205; † сл. 1270), дъщеря-наследничка на Улрих I фон Хаген-Мюнценберг (1170 – 1240), господар на Мюнценберг, и съпругата му Аделхайд фон Цигенхайн († 1226), дъщеря на граф Рудолф II фон Цигенхайн.
През 1255/1258 г. чрез съпругата си Филип I наследява замък Кьонигщайн и една шеста от наследството на Хаген-Мюнценберг. Те имат децата:
- Юта (Гуда) фон Фалкенщайн († 1290), омъжена за Конрад II фон Бикенбах (1245 – 1272)
- Аделхайд фон Фалкенщайн (* пр. 1237)
- Вернер I фон Фалкенщайн († 1298/1300), господар на Мюнценберг и Фалкенщайн
- Филип II фон Фалкенщайн († 1293), господар на Мюнценберг
- Лукард фон Фалкенщайн († 1302)